# 哈迪斯 (公司)
哈迪斯（Hardee's），台灣又稱哈帝漢堡，香港稱哈迪斯，是一家美國連鎖快餐集團，創辦於1960年。其分店主要集中於美國中西部、美國東南部及美國東岸。

## 歷史

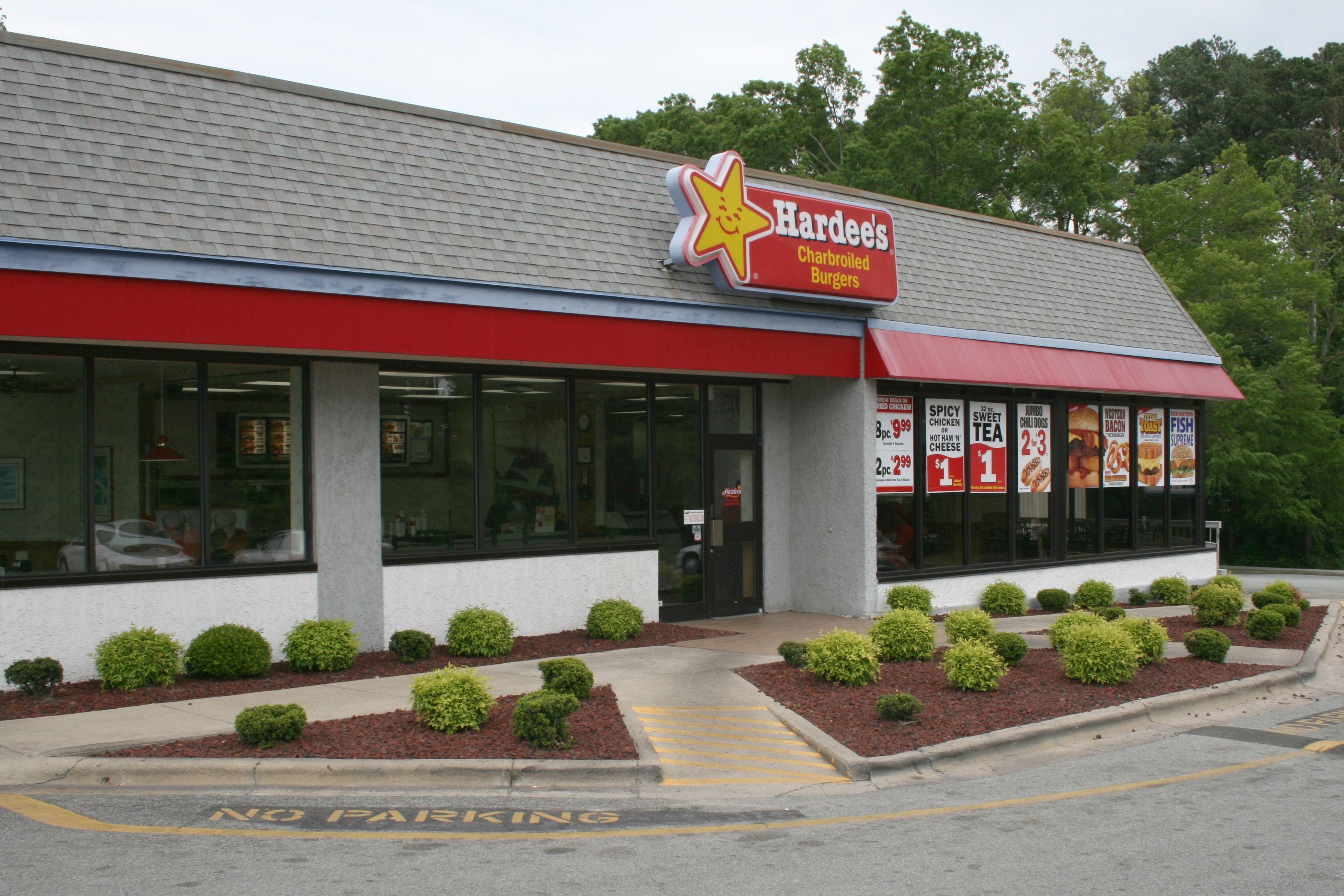
哈迪斯於北卡羅來納州德罕分店

1960年，美國人Wilber Hardee於北卡羅萊納州的小鎮開設第一家哈迪斯。一年後，於1961年5月，在州內另一個小鎮設分店。
之後Wilber Hardee把股份賣給另兩人James Gardner、Leonard Rawls。後兩者以特許經營方式，並於1963年公開上市。直至1960年代末，單於中西部和美國西南部，已有逾二百家門店。但直至2010年，仍未有分店設於美國東北，包括紐約、波士頓等城市。
哈迪斯於1981年被出售予加拿大公司Imasco。1997年4月，又轉售給CKE控股，而後者亦同時擁用卡樂星。
2001年，總部遷往密蘇里州的聖路易斯。

### 海外業務
哈迪斯曾於1980年代起擴展美國之外的業務，在亞洲等地設立分店，但在不少亞洲市場均已宣告敗走。其中台灣和香港的分店，分別在1995年和2006年結束營業。至2006年底，只剩下中東地區。

#### 香港「哈迪斯」

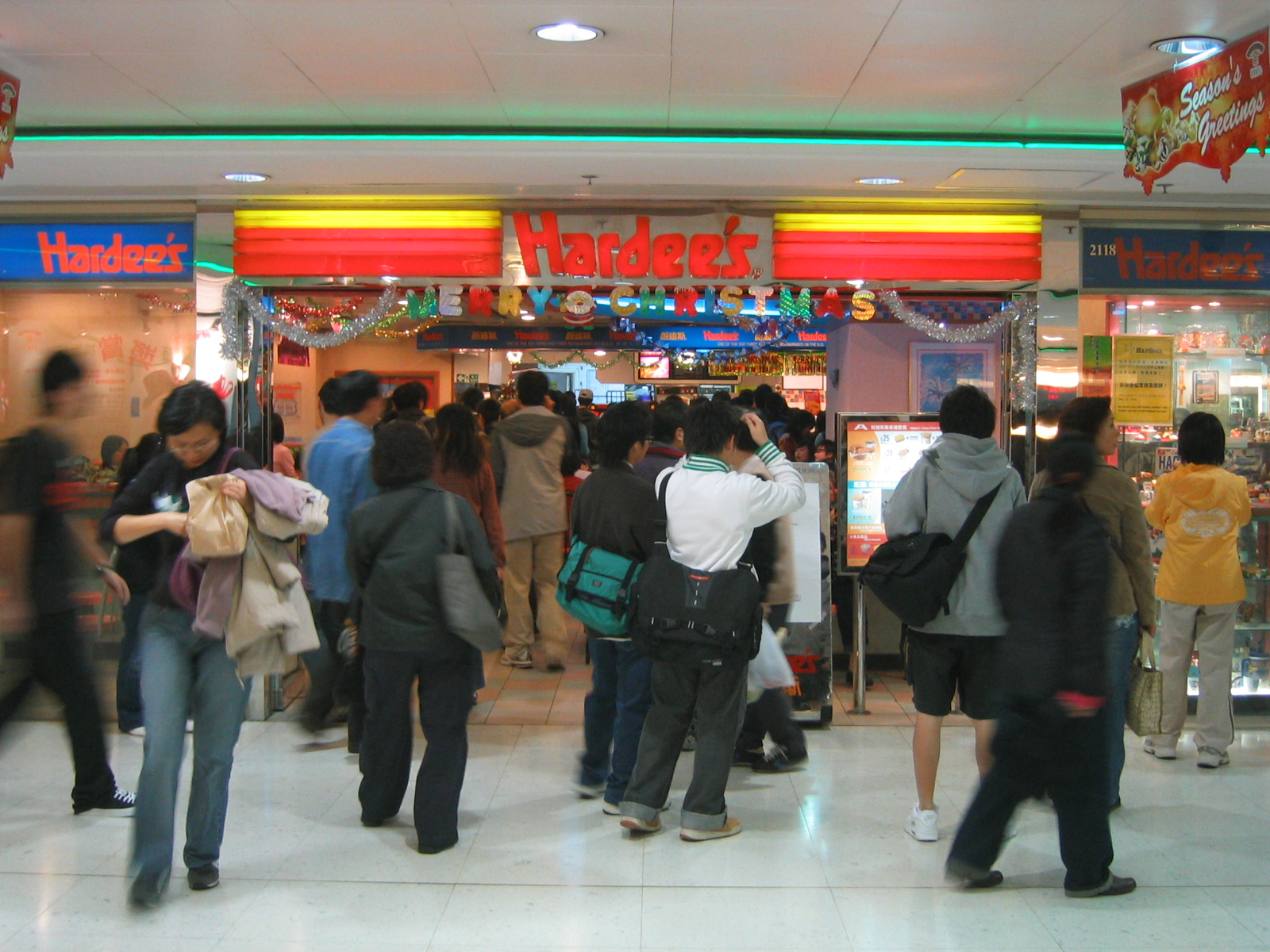
馬鞍山新港城中心分店

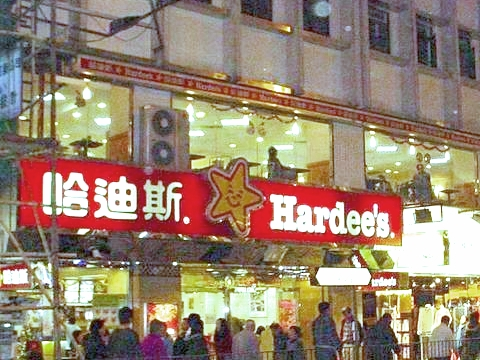
前香港哈迪斯灣仔明德商業大廈分店（已拆卸）

哈迪斯於1991年在香港開業，當時恆基兆業發展向美國哈迪斯總公司在1990年購買特許經營牌照的項目，繼而成立旗下的快餐業務。哈迪斯在香港的全盛時期曾於港九新界各區設有超過25家分店，並提供比另一間大型美式連鎖快餐店麥當勞更多的快餐選擇，設於灣仔的香港旗艦店更有兩樓層。
可是，哈迪斯的香港業務自1990年代末期也受到其他亞洲國家和地區的哈迪斯結業潮影響而開始萎縮，坊間曾多次盛傳香港哈迪斯快將全線結業的消息，惟於2006年10月遭香港哈迪斯的發言人否認。 2006年哈迪斯陸續結束其大部份分店，單是2006年11月底及12月便結束了荃灣分店及灣仔道旗艦店。12月28日，恆基兆業發展以「未能就特許經營牌照續約達成協議」為理由，剩下的中環皇后大道中分店及馬鞍山分店也停業。這表示恆基自此再沒有在香港營運哈迪斯的權利，該權利暫由美國總公司所擁有，自此哈迪斯正式撤出亞太地區市場。

#### 臺灣「哈帝」
哈帝於1986年由天仁茗茶引入，首家分店於臺北西門町開幕，佔地三百坪，時任中華民國副總統李登輝更到場接見當時的哈帝漢堡總裁威廉和臺灣哈帝漢堡的董事長李瑞河。在1986年至1991年間，哈帝在臺灣各地開了14家分店，而且每年單店平均營業額更是冠絕全球各地的哈帝分店。但過後的業績卻開始萎縮，最終於1995年因為天仁茗茶放棄代理的關係，哈帝漢堡分店全線倒閉。

#### 中東
哈迪斯於1980年在科威特開設第一家分店。其後在中東不斷擴充，目前已有三百家分店。因應當地風俗，哈迪斯菜單中不會有豬肉。

## 全球業務

地圖顯示了Carl's Jr.Hardee和哈迪斯在美國的分佈，兩間公司分別為黃色及紅色

哈迪斯除在美國開業外於全球也有開業，以中東國家為主：

| - 巴林 - 埃及 - 約旦 - 科威特 - 黎巴嫩 - 哈薩克 | - 阿曼 - 巴基斯坦 - 卡塔爾 - 阿聯酋 - 沙特阿拉伯 |

前哈迪斯根據地:
粗體字國家地區表示以「Carl's Jr.」名義繼續經營
| - 德國 - 巴西 - 澳大利亞 - 危地馬拉 - 哥斯達黎加 - 庫拉索 - 巴拿馬 - 波多黎各 - 薩爾瓦多 - 馬來西亞 - 香港 - 新加坡 - 韓國 - 中華民國（台灣） - 日本 |

## 外部連結
- 哈迪斯美國官方網站 （页面存档备份，存于）